# Šaca

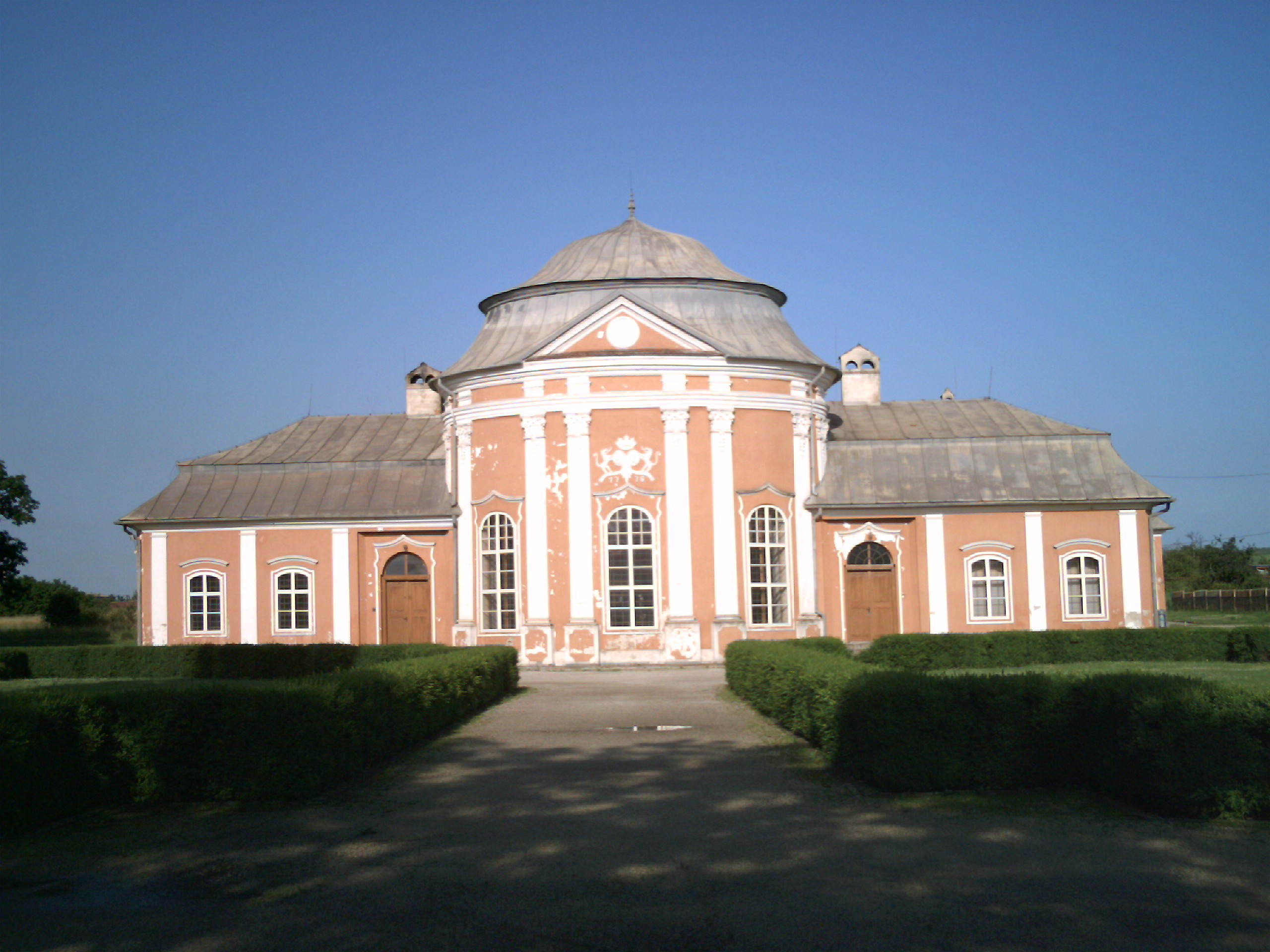
Šaca, rokokový zámeček

Šaca (maďarsky Sáca nebo Saca) je městská část slovenského města Košice, součást okresu Košice II. Šaca leží v Košické kotlině, na silnici I/16, vedoucí z Košic do Rožňavy. Je vzdálena 15 km jihozápadně od centra Košic. Přes Šacu protéká říčka Ida.
Tato městská část je známá zejména tím, že v jejím katastru sídlí největší výrobce oceli na Slovensku - U. S. Steel Košice, s.r.o. - bývalé Východoslovenské železárny (VSŽ Košice).

## Historie
První písemná zmínka o Šaci pochází z roku 1275, kostel pro obyvatele širšího okolí však byl postaven již v první třetině 13. století. V katastru Šace v minulosti bylo několik vesnic - samotná Šaca, Buzinka, Kučik a Gergelyfalva, poslední dvě však časem zanikly. Od roku 1427 byla Šaca majetkem rodu Semsey, který zde v 15. století postavil hrad. Ten však na podnět krále Matyáše Korvína zničili obyvatelé města Košice. Obec Buzinka patřila rodinám Dobay a Bozinkay. V roce 1943 došlo k administrativnímu spojení vesnic Šaca a Buzinka, nová obec dostala název Šaca. Šaca se stala městskou částí Košic v sedmdesátých letech 20. století.

## Časti obce
Šaca, Ľudvíkov Dvor (maď. Lajosháza, Lajosudvar), Počkaj (maď. Pocskaj), Vstupný areál U. S. Steel.

## Ulice
Bočiarska, Borovicová, Budovateľská, Buzinská, Cesta do Hanisky, Čeriacka, Dúbravská, Jabloňová, Jarková, Kamenná, Kaštieľna, Ku mlynu, Kvetná, Ľudvíkov Dvor, Lúčna, Maloidanská, Mierová, Mládežnícka, Na záhumní, Námestie oceliarov, Nemessányiho, Pod stavencom, Ranná, Smreková, Šemšianska, Učňovská, Železiarenská.

## Památky
- klasicistní zámeček Buzinka
- rokokový zámeček rodiny Semsey
- kostel Nanebevzetí Panny Marie
- Slavíkův mlýn